# Ripley's Believe It or Not!
Ripley's Believe It or Not! (traducido como Ripley, ¡aunque usted no lo crea! o Aunque usted no lo crea, de Ripley o Ripley, crease o no en Argentina) es una franquicia estadounidense que trata de acontecimientos extraños o curiosos sucedidos en el mundo.
Su origen es la serie Believe It or Not! creada y dibujada en 1918 por Robert Ripley en forma de periódico gráfico que presentaba hechos sorprendentes y poco habituales provenientes del mundo entero. Tuvo tanto éxito que más tarde fue llevado a una gran variedad de otros formatos: radio, televisión, una cadena de museos, una colección de libros y un juego de flipper.
Ripley Entertainement es una división del grupo Jim Pattison, basado en Orlando que publica y difunde numerosos proyectos en el mundo entero, especialmente series televisivas, caricaturas, libros, pósteres, juegos y contenido para teléfonos móviles. Como programa de televisión fue conducido inicialmente por Jack Palance y Holly Palance (que luego fue remplazada por Marie Osmond) y posteriormente por Dean Cain.
La colección Ripley comprende 20 000 fotografías, 20 000 aparatos y 130 000 dibujos[cita requerida] y es exhibida en museos de todo el mundo con sucursales en California, Florida, Nueva York, Oregón, Misuri, Nueva Jersey, Maryland, Virginia, Wyoming, Texas y Wisconsin, en Estados Unidos; la Ciudad de México, Guadalajara, Veracruz y Cancún, en México; Cavendish y las Cataratas del Niágara, en Canadá; Blackpool y Londres, en Reino Unido; Pattaya en Tailandia; Copenhague en Dinamarca; Jeju en Corea del Sur; Bangalore en  India; en Kuwait; Pahang en Malasia; y Surfers Paradise en Australia.